# Ctenitis cyclochlamys
Ctenitis cyclochlamys là một loài dương xỉ thuộc họ Dryopteridaceae.